# 厄尔·克拉克
厄尔·拉沙德·克拉克（英語：Earl Rashad Clark，1988年1月17日—）為美国男子篮球运动员，最後效力于台灣職業籃球大聯盟新竹御嵿攻城獅。他在2009年NBA选秀第1轮第14顺位被菲尼克斯太阳选中。

## 職業生涯
2011年8月10日，據報導克拉克與中国男子篮球职业联赛浙江广厦簽下一年合約。9月28日，克拉克由於女友剩下七周就要臨盆，因此返回美國。10月8日，浙江广厦宣布與克拉克解除合約。
2020年6月18日，韓國籃球聯賽安養KGC引進克拉克。12月21日，克拉克被克里斯·麥卡洛頂替，克拉克代表安養KGC出賽22場，場均貢獻14分、5籃板、1.8助攻。12月23日，西班牙篮球甲级联赛大加納利島與克拉克達成協議。2021年2月10日，巴林超級籃球聯賽麥納瑪引進克拉克。7月13日，蔚山現代摩比斯太陽神引進克拉克。12月19日，克拉克被艾瑞克·巴克納頂替，克拉克代表蔚山現代摩比斯太陽神出賽23場，場均可挹注12.1分、7.7籃板、1.3助攻、1.3阻攻。
2023年10月5日，P. LEAGUE+新竹攻城獅宣布克拉克加盟事宜，攻城獅為其取中文名「克拉」。2024年9月13日，攻城獅宣布與克拉克完成續約。2025年5月14日，攻城獅宣布與克拉克達成離隊協議。

## 外部連結
- 厄尔·克拉克在fiba.basketball（英语）
- 厄尔·克拉克在NBA官網（英语）
- 厄尔·克拉克在NBA G聯盟官網（英语）
- 厄尔·克拉克在歐洲籃球聯賽官網（英语）
- 厄尔·克拉克在西班牙篮球甲级联赛官網（球員）（西班牙语）
- 厄尔·克拉克在TBLStat.net（英语）
- 厄尔·克拉克在亞得里亞海聯賽官網（英语）
- 厄尔·克拉克在韓國籃球聯賽官網（英语）
- 厄尔·克拉克在P. LEAGUE+官網
- 厄尔·克拉克在台灣職業籃球大聯盟官網
- 厄尔·克拉克在Basketball-Reference.com（NBA）（英语）
- 厄尔·克拉克在Basketball-Reference.com（NBA G聯盟）（英语）
- 厄尔·克拉克在Basketball-Reference.com（國際）（英语）
- 厄尔·克拉克在Sports-Reference.com（NCAA）（英语）
- 厄尔·克拉克在ESPN（NBA）（英语）
- 厄尔·克拉克在Eurobasket.com（球員）（英语）
- 厄尔·克拉克在Proballers（英语）
- 厄尔·克拉克在RealGM（球員）（英语）
- 厄尔·克拉克在Flashscore（英语）